# August Marx
August Marx (* 8. Juli 1906 in Mannheim; † 27. März 1990 ebenda) war ein deutscher Wirtschaftswissenschaftler, Priester und Seelsorger. Er gründete an der Wirtschaftshochschule Mannheim den ersten Lehrstuhl für betriebliches Personalwesen im deutschsprachigen Raum.
In seinen Vorlesungen und Werken hat er stets die Anwendungsorientierung der wissenschaftlichen Beschäftigung mit diesem Fachgebiet betont. Neben seiner wissenschaftlichen Laufbahn als Hochschullehrer war er als Priester und Seelsorger aktiv.

## Leben
Nach Abschluss einer kaufmännischen Lehre arbeitete Marx zunächst in einem Industrieunternehmen. 1934 legte er das Abitur ab und begann ein Studium der Wirtschafts- und Sozialwissenschaften an der Universität Frankfurt/Main, das er fünf Jahre später mit der Promotion abschloss. 1945 habilitierte er dort im Fach Betriebswirtschaftslehre. 1947 begann Marx das Studium der katholischen Theologie an der Albert-Ludwigs-Universität Freiburg, 1950 wurde er zum Priester geweiht. Nach zwei Jahren Tätigkeit als Seelsorger wurde er für die Hochschullaufbahn freigestellt.
Ab 1952 lehrte Marx an der Wirtschaftshochschule Mannheim, dem Vorläufer der Universität Mannheim, zunächst als außerplanmäßiger Professor für Betriebswirtschaftslehre. Im August 1955 wurde er Lehrstuhlinhaber für Allgemeine Betriebswirtschaftslehre; 1956 gründete er das Institut für Betriebswirtschaftslehre des Verkehrs. Im Jahre 1957 war Marx Rektor der Hochschule, wurde zum Honorarprofessor der Universität Heidelberg ernannt und erhielt das Große Verdienstkreuz des Verdienstordens der Bundesrepublik Deutschland.
In 1961 war August Marx Dekan der betriebswirtschaftlichen Abteilung und gründete den ersten Lehrstuhl für betriebliches Personalwesen im deutschsprachigen Raum. Zusammen mit Curt Sandig war er von 1962 bis 1964 Vorsitzender des Verbandes der Hochschullehrer für Betriebswirtschaft e.V.
1986 wurde August Marx auf Initiative von Gerhard Reber von der Johannes Kepler Universität Linz mit der Würde eines Dr. h. c. ausgezeichnet. Im Juli 1971 wurde er emeritiert.
Er war Ehrenmitglied der katholischen Studentenverbindungen KDStV Arminia Heidelberg (ab 1954), KDStV Churpfalz Mannheim, beide im CV, und KÖHV Mercuria Wien im ÖCV (ab 1967).

## Werke (Auszug)
- Der Betriebsführer in der Vergangenheit, in: Die Führung des Betriebes. Festschrift für Wilhelm Kalveram, Berlin 1940
- Ethische Probleme in der Betriebswirtschaftslehre, in: Gegenwartsprobleme der Betriebswirtschaftslehre, Festschrift zum 70. Geburtstag von Walter le Coutre, Frankfurt 1955
- Der Betrieb, in: Staatslexikon, Bd. 1, 6. Aufl., Freiburg 1957
- Zur Theologie der Wirtschaft, Wien 1962
- Die Personalplanung in der modernen Wettbewerbswirtschaft, Baden-Baden 1963
- Personalführung, Bd. 1: Problematik menschlicher Arbeitsleistung im Betrieb(Hrsg.), Wiesbaden 1969
- Personalführung, Bd. 2: Personalwirtschaft im Zeichen des technischen Fortschritts und der betrieblichen Mitbestimmung (Hrsg.), Wiesbaden 1970
- Personalführung, Bd. 3: Motivation und Stimulans menschlicher Arbeitsergiebigkeit (Hrsg.), Wiesbaden 1971
- Personalführung, Bd. 4: Lernen und Ausbilden in ihrer Bedeutung für die Betriebswirtschaften (Hrsg.), Wiesbaden 1972
- Wirtschaftsethik, Bd. 61 der Schriftenreihe der Forschungsstelle für Betriebswirtschafts- und Sozialpraxis e.V., Hrsg. Th. Bartscher und E. Gaugler, Mannheim 2003